# NGC 3892
NGC 3892 est une galaxie lenticulaire située dans la constellation de la Coupe. NGC 3892 a été découverte par l'astronome germano-britannique William Herschel en 1786.

## Caractéristiques
NGC 3892 présente une large raie HI.

### Distance
Sa vitesse par rapport au fond diffus cosmologique est de 2 114 ± 26 km/s, ce qui correspond à une distance de Hubble de 31,2 ± 2,2 Mpc (∼102 millions d'al).
À ce jour, une mesure non basée sur le décalage vers le rouge (redshift) donne une distance d'environ 27,200 Mpc (∼88,7 millions d'al). Cette valeur est tout juste à l'extérieur des valeurs de la distance de Hubble. Notons cependant que c'est avec la valeur moyenne des mesures indépendantes, lorsqu'elles existent, que la base de données NASA/IPAC calcule le diamètre d'une galaxie et qu'en conséquence le diamètre de NGC 3891 pourrait être d'environ 26,8 kpc (∼87 400 al) si on utilisait la distance de Hubble pour le calculer.

## Groupe de MCG -2-30-14
La galaxie NGC 3892 fait partie d'un petit groupe d'au moins cinq galaxies, le groupe de MCG -2-30-14. Les trois autres galaxies du groupe sont NGC 3732, NGC 3779 et MCG -2-30-27.